# 國際社會主義前進
國際社會主義前進是台湾的一个托洛茨基主义组织，曾是国际社会主义替代（ISA）中港臺支部的台湾支部。该组织形成于2010年，初名台湾社会主义者同盟，后改名为工人国际委员会台湾，2016年11月12日正式成立後改用现名，2021年3月13日從ISA獨立。该组织自称是目前台灣唯一公開主张反資本主義和革命社會主義的政治組織。该组织之機關刊物，2021年以前為《社會主義者》雜誌，2021年改為《盜火者》雜誌。

## 理論與行動
國際社會主義前進认为，台湾独立运动不能依靠泛綠的綱領來取得勝利，而必須由工人階級領導，與中华人民共和国的群眾鬥爭團結一致，共同打倒一黨專政和資本主義制度，才能確保台灣真正的獨立：社會主義的獨立台灣，作為亞洲社會主義聯邦的一部分。该组织还认为，台灣政局由民主进步党和中国国民党兩大「資本家的政黨」聯合壟斷，勞動階級必须建立自己的獨立政黨。
國際社會主義前進曾与其它台湾左翼团体一起前往美國在台協會抗議，声援各国难民。